# Jeannette Dyer
Jeannette Elizabeth Dyer Rosado (* 24. Juli 1986 in Punta Gorda, Florida als Jeannette Elizabeth Dyer) ist eine ehemalige amerikanische Fußballspielerin und heutige -trainerin.

## Leben
Dyer besuchte von 2000 bis 2004 die Mariner High School in Cape Coral, bevor sie sich im Sommer 2004 an der University of South Florida einschrieb. In ihrer Zeit an der University of South Florida, studierte Dyer Sportphysiologie mit dem Schwerpunkt Training. Im Frühjahr 2008 schloss sie dort ihr Sportpsychologie-Studium ab.

## Karriere

### Im Verein
Dyer startete ihre Karriere beim FP Soccer Club in Fort Myers, Florida, anschließend spielte sie zwei Jahre (2004 bis 2005) für den Tampa Bay United FC. In dieser Zeit lief sie zwischen 2000 und 2004 im Women Soccer Team der Mariner Tritons auf, dem Women Soccer Team der Mariner High School. Nach ihrem High School abschluss 2004, verließ sie ihren Verein und spielte während ihres Studiums für die USF Bulls, der Mannschaft der University of South Florida. In den Semesterferien 2007 spielte sie in der Women’s Premier Soccer League für die Tampa Bay Elite. Im Frühjahr 2008 verließ sie nach ihrem Uni-Abschluss die USF Bulls und wechselte in die USL W-League zu den Tampa Bay Hellenic. Nachdem sie dort zu dreizehn Einsätzen gekommen war, wechselte Dyer Anfang 2009 in die Bundesliga zum TSV Crailsheim. Dyer feierte ihr Debüt in der Bundesliga für Crailsheim bei einem 1:1-Unentschieden gegen den Hamburger SV. Dyer spielte in insgesamt 30 Spielen in der Fußball-Bundesliga und der 2. Bundesliga Süd, bevor sie in die USA zum Brandon FC zurückkehrte.

### Als Trainerin
Seit dem Sommer 2011 ist Dyer, neben ihrer aktiven Spielerkarriere, Trainerin in der Brandon Area Youth Soccer League.

## Persönliches
Neben ihrer Trainertätigkeit ist Dyer seit dem Frühjahr 2013 Sportlehrerin an der Friends of the Stratford Normal School in Sanford, Florida. Sie ist seit dem 17. November 2012 mit Luis Antonio Rosado verheiratet und führt seither den Doppelnamen Dyer-Rosado.